# Pentila subochracea
Pentila subochracea är en fjärilsart som beskrevs av Hawker-smith 1933. Pentila subochracea ingår i släktet Pentila och familjen juvelvingar. Inga underarter finns listade i Catalogue of Life.